# ジャイサルメール
ジャイサルメール（ヒンディー語：जैसलमेर jaisalamēr、英語：Jaisalmer）は、インドのラージャスターン州に属する都市である。日が沈む頃に街が金色に輝くのが見えるので、ゴールデンシティの愛称がある。人口5万8千人（2001年）。タール砂漠のほぼ中央部に位置するオアシス都市である。毎年2月の満月の3日間に「砂漠祭り」が開催される。

## 歴史

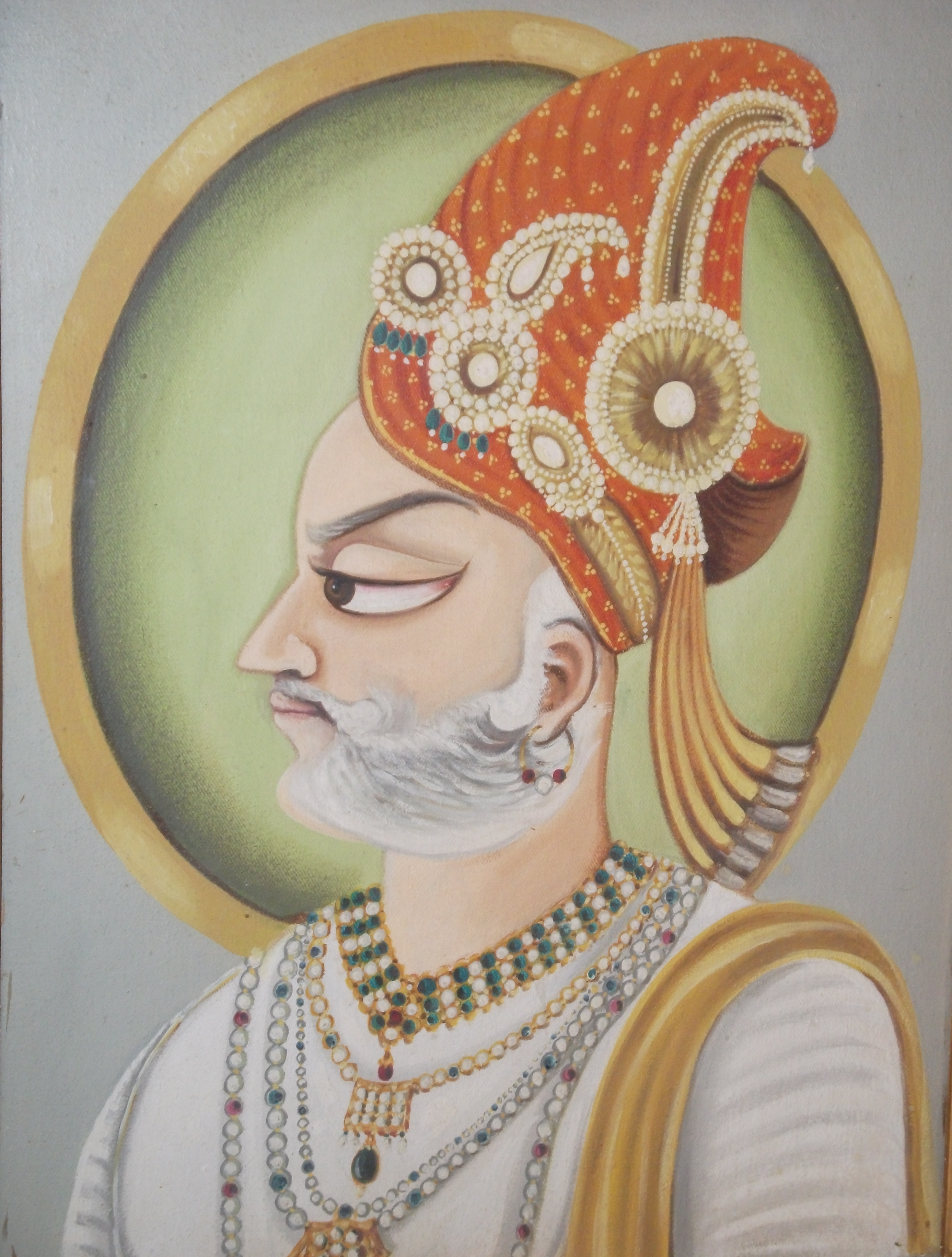
ラーワル・ジャイサル王

12世紀にバッティー・ラージプートのラーワル・ジャイサル王により造営された城郭都市である。ジャイサルメールの名はラーワル・ジャイサルの名に因んでいる。町の中心には7haほどの台地状の丘があり，その上が城壁に囲まれた王宮となっている。町は東西1km，南北1.2kmの城壁に囲まれており，この内部が旧市街となっている。インドから中央アジア、中東アジア、エジプトと続く二つの主要ルート上にある戦略的な立地で、ジャイサルメールの繁栄にとって有利に働き、東西の中継貿易の拠点であり、高級シルクや香辛料を沢山ラクダの背に乗せて自分の領土を通過してデリーやシンド地方（現在のパキスタン南部）に向かうキャラバンサライ（貿易商隊）たちから課税をし、税収により町は繁栄をした。伝統的な手工芸品製造の中心地でもあり、城砦の中にある宮殿、寺院や、城外には、ハーヴェリー（ラージプートの貴族、豪商たちの邸宅）、バザール丸い小石の石畳の通りに軒を連ねてる。海洋貿易の発達や鉄道の開通によってキャラバンサライ（貿易商隊）による東西貿易ルートが衰退すると共に、ジャイサルメールもその栄華が衰え、インド・パキスタンの分離独立によって貿易ルートが分断されることによって街は衰退の一途をたどり始めたが、三度の印パ戦争によってジャイサルメールの戦略的・防衛的重要性が増したため、インディラ・ガンディー運河が建設されたり、250～300億立方メートルの天然ガスの埋蔵が、 ジャイサルメール盆地のマノーハル・チバ、タノット、ダンデワラ、シャガーで発見され、ジャイサルメールの街は復興した。

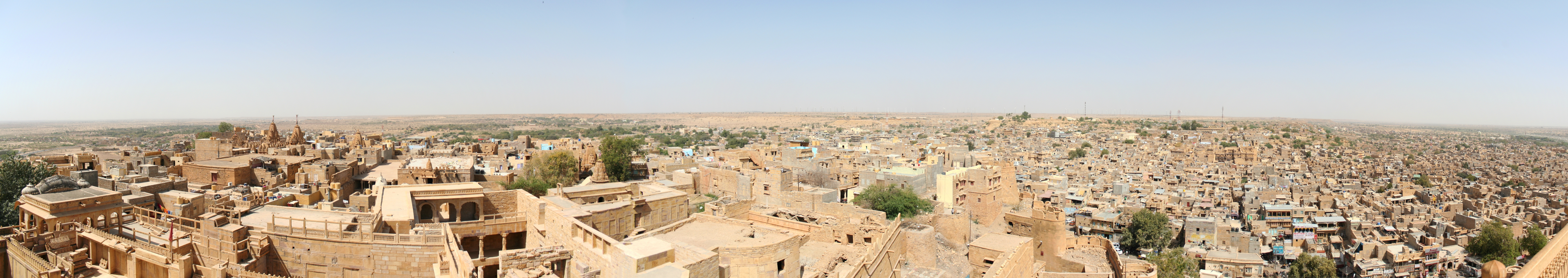
高台に立つこの城塞は金色を思わす黄色の
砂岩でできており、町も同じ砂岩で造られていることから
ゴールデン・シティと呼ばれている。博物館都市などと称されることがあり、旧市街の古建築の保存されている。

## 世界遺産
2013年、第37回世界遺産委員会で、ラージャスターンの丘陵城塞群として、ラージャスターン州の6つの城塞が世界遺産に登録され、ジャイサルメールのランドマークでもあるジャイサルメール城も世界遺産に登録された。
城壁で囲まれた旧市街にある小高い丘の上に築かれたジャイサルメール城。何世紀も変わらないインド中世の街並みであり、城内には7階建ての宮殿や、12世紀から15世紀にかけて建設されたジャイナ教寺院の数々や家々が建ち並び、現在でも人々が住む。

ジャイサルメール城。標高80ｍのトリクタの丘の頂上に、ラーワル・ジャイサルによって1156年に建てられた。黄色い砂岩で築かれ、その後の統治者達によって増改築がなされた。

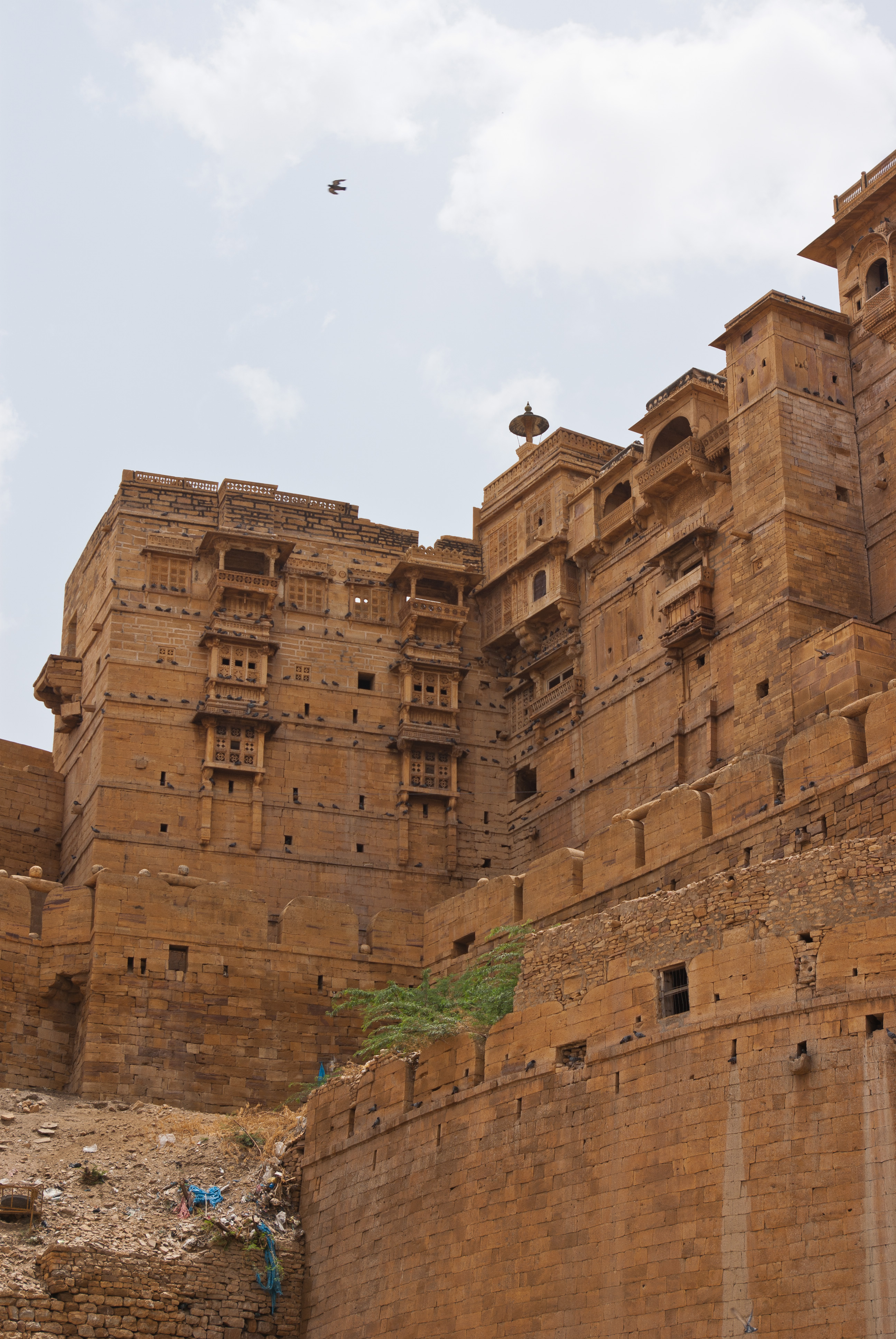
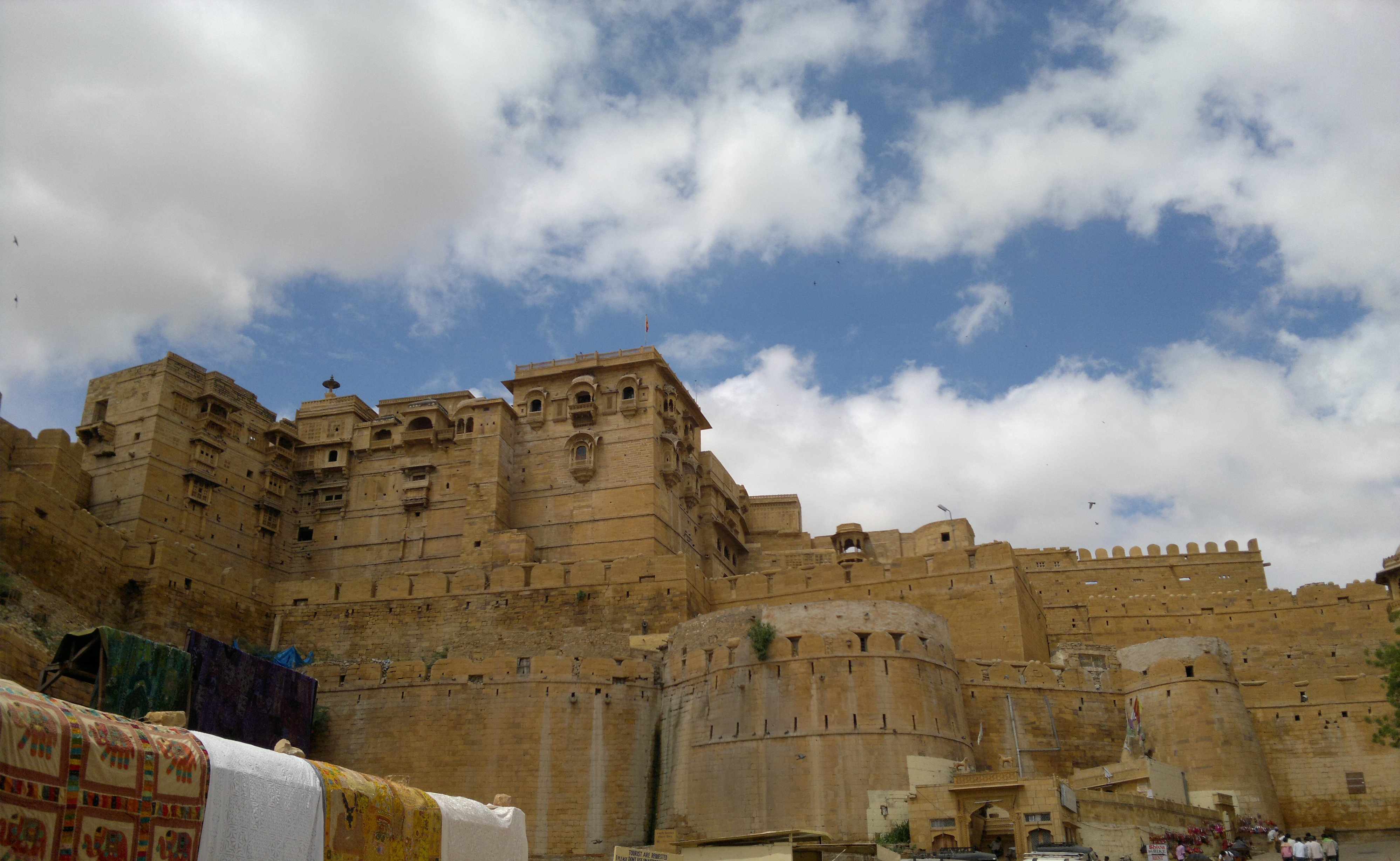
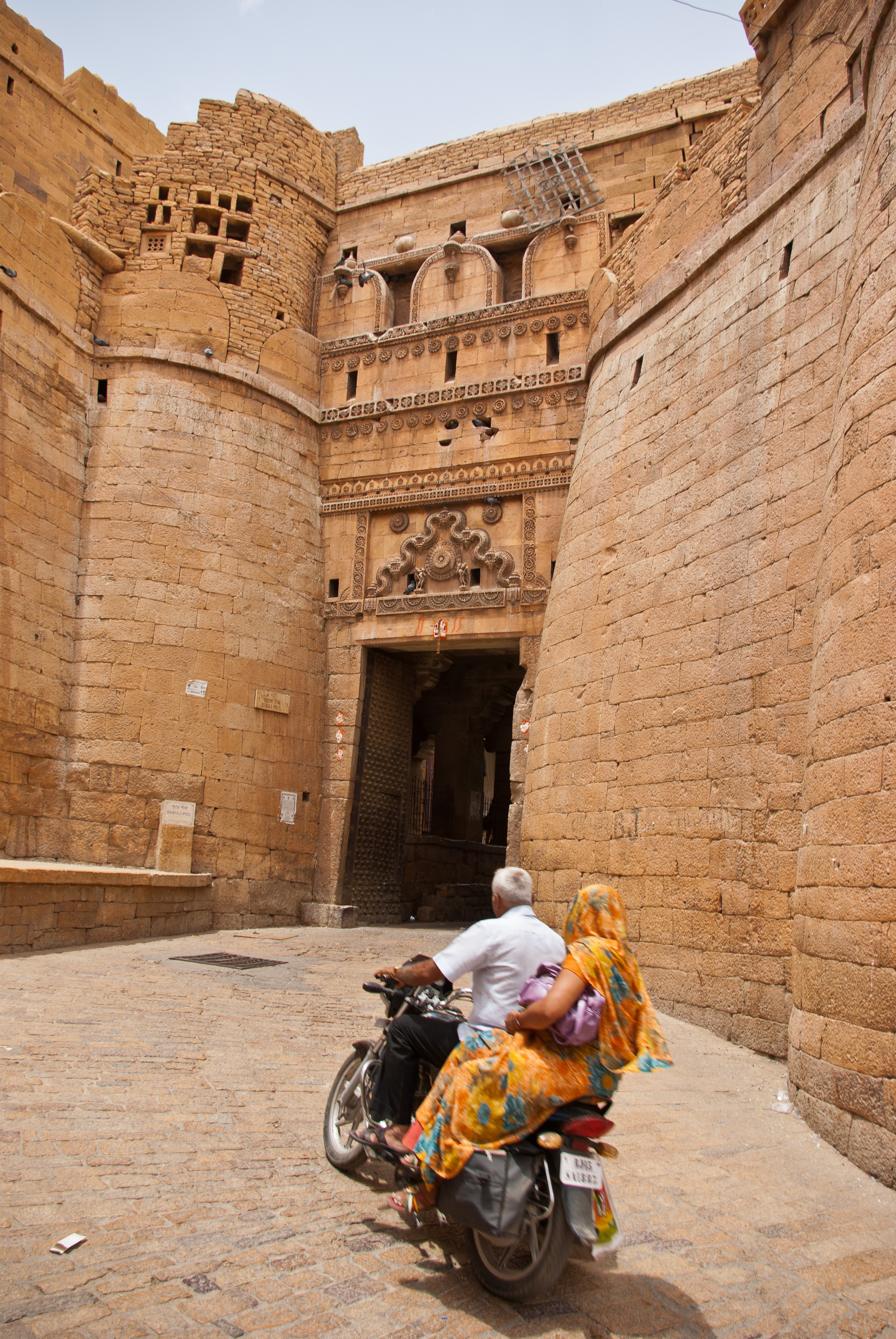
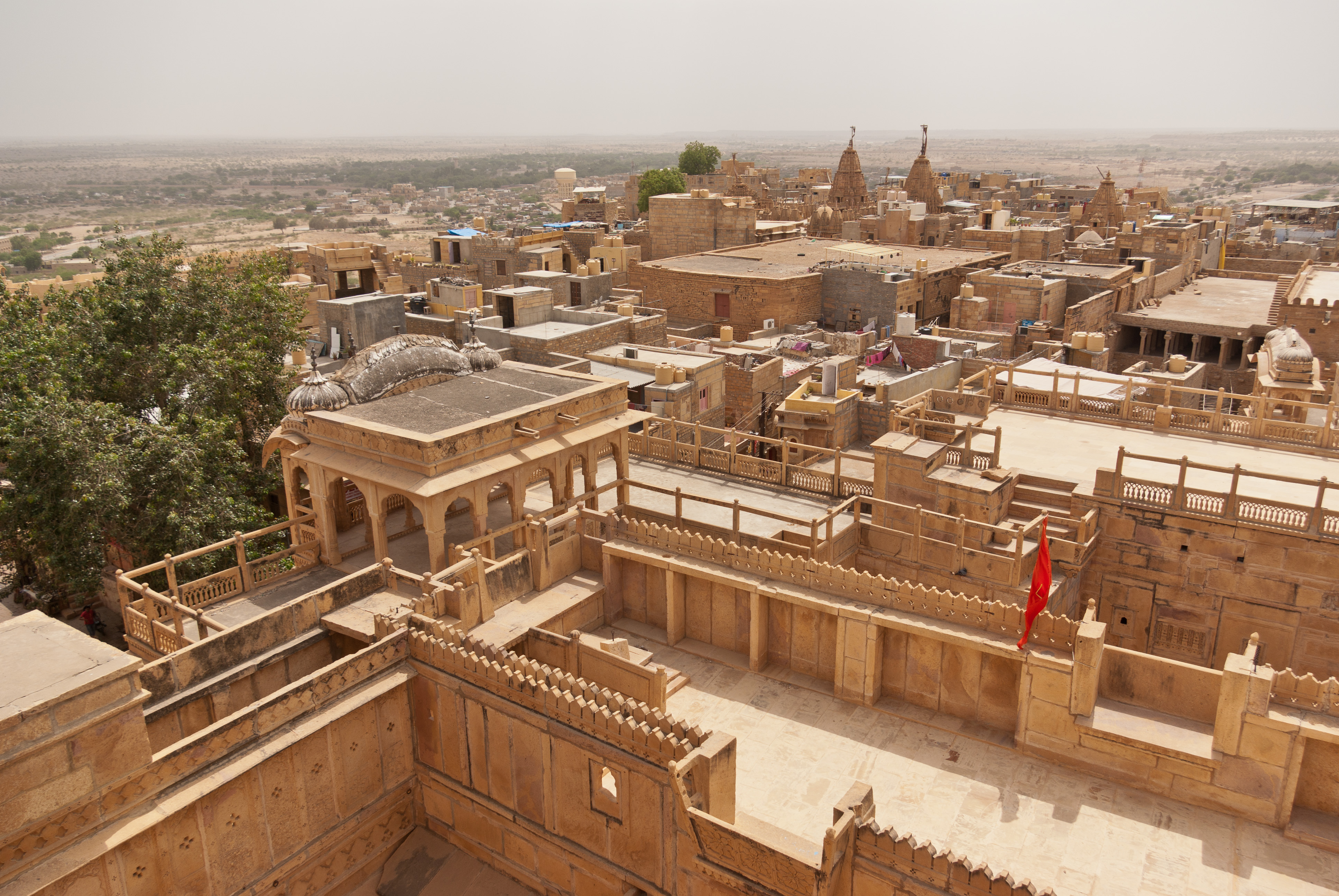
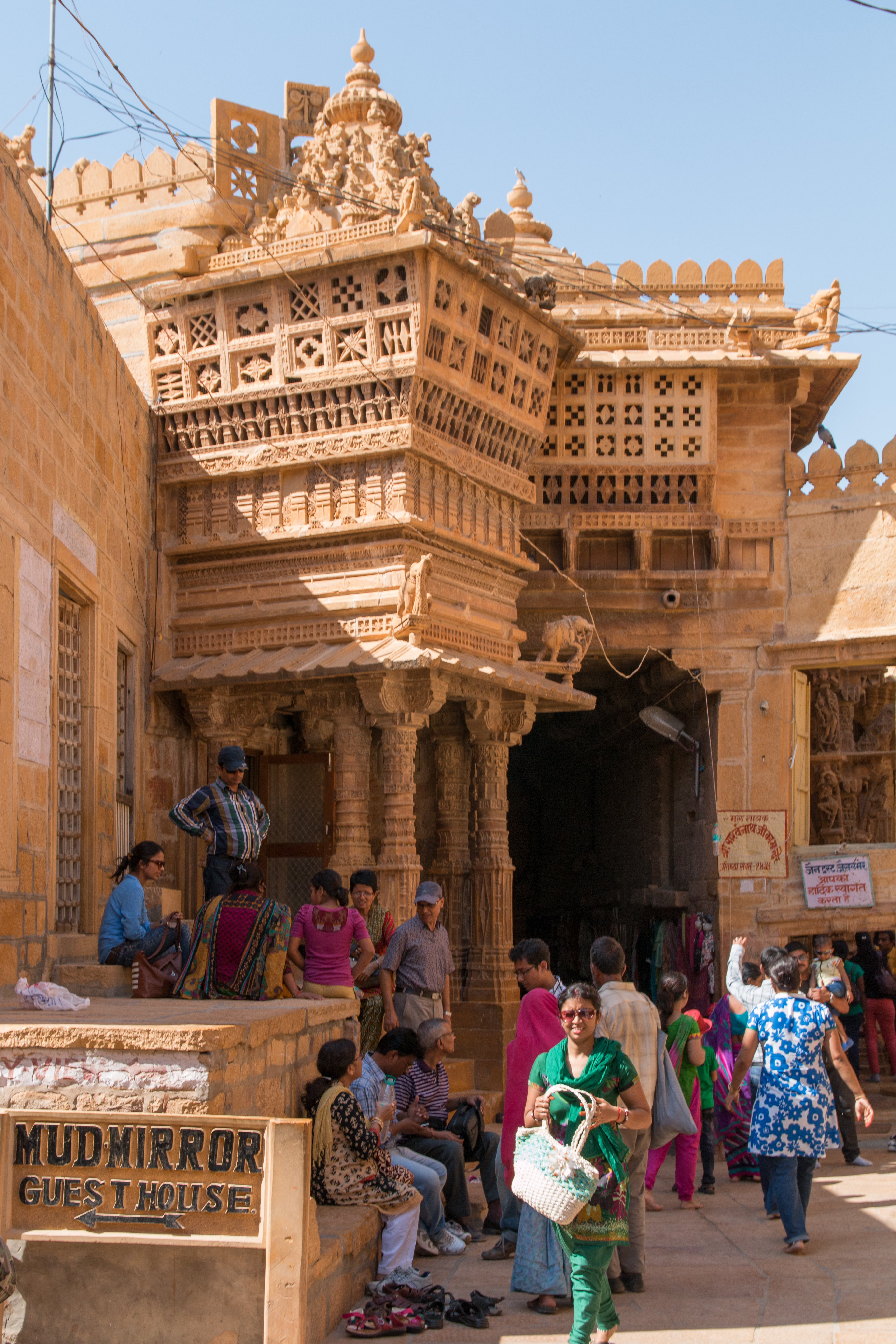
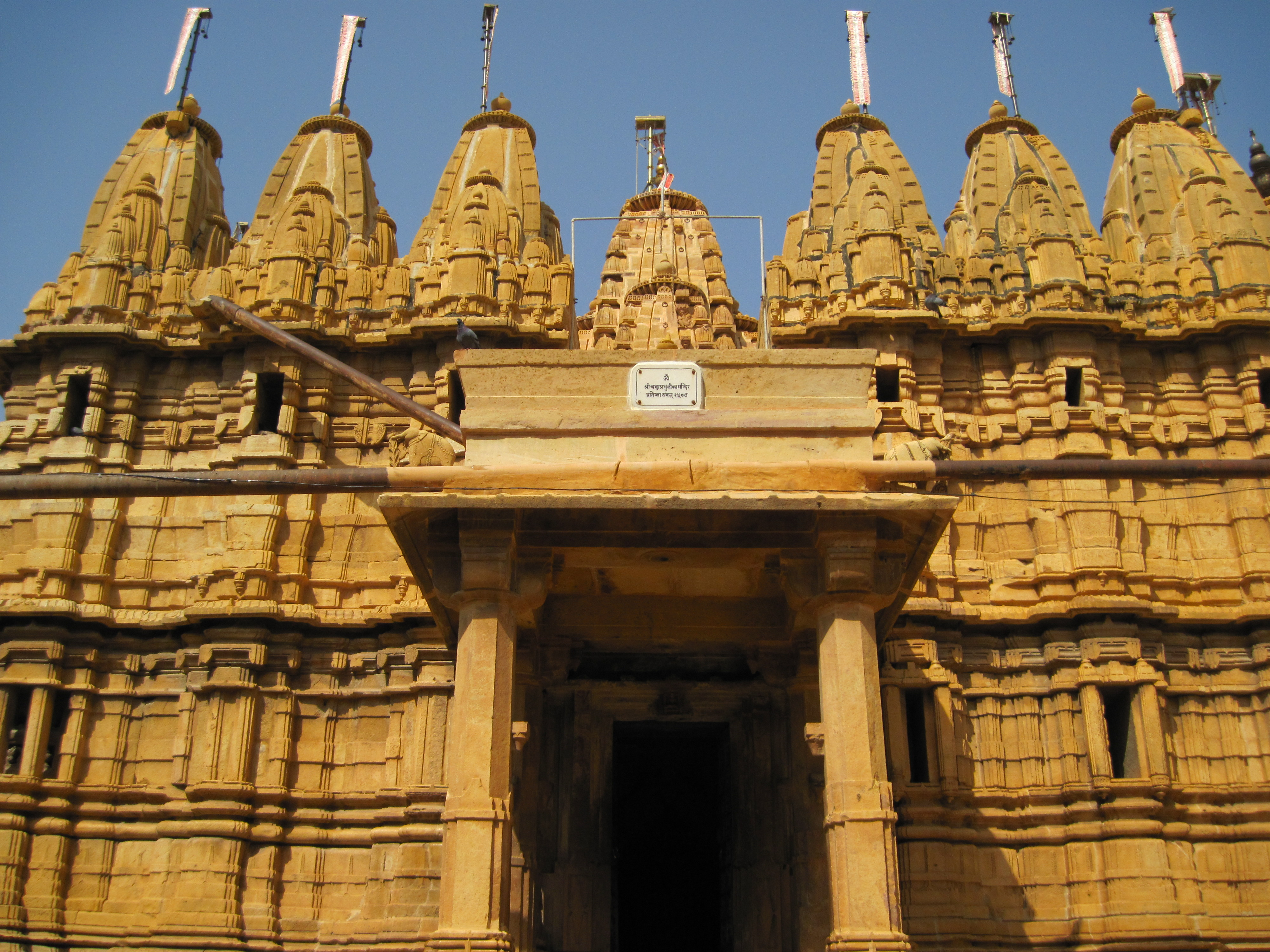
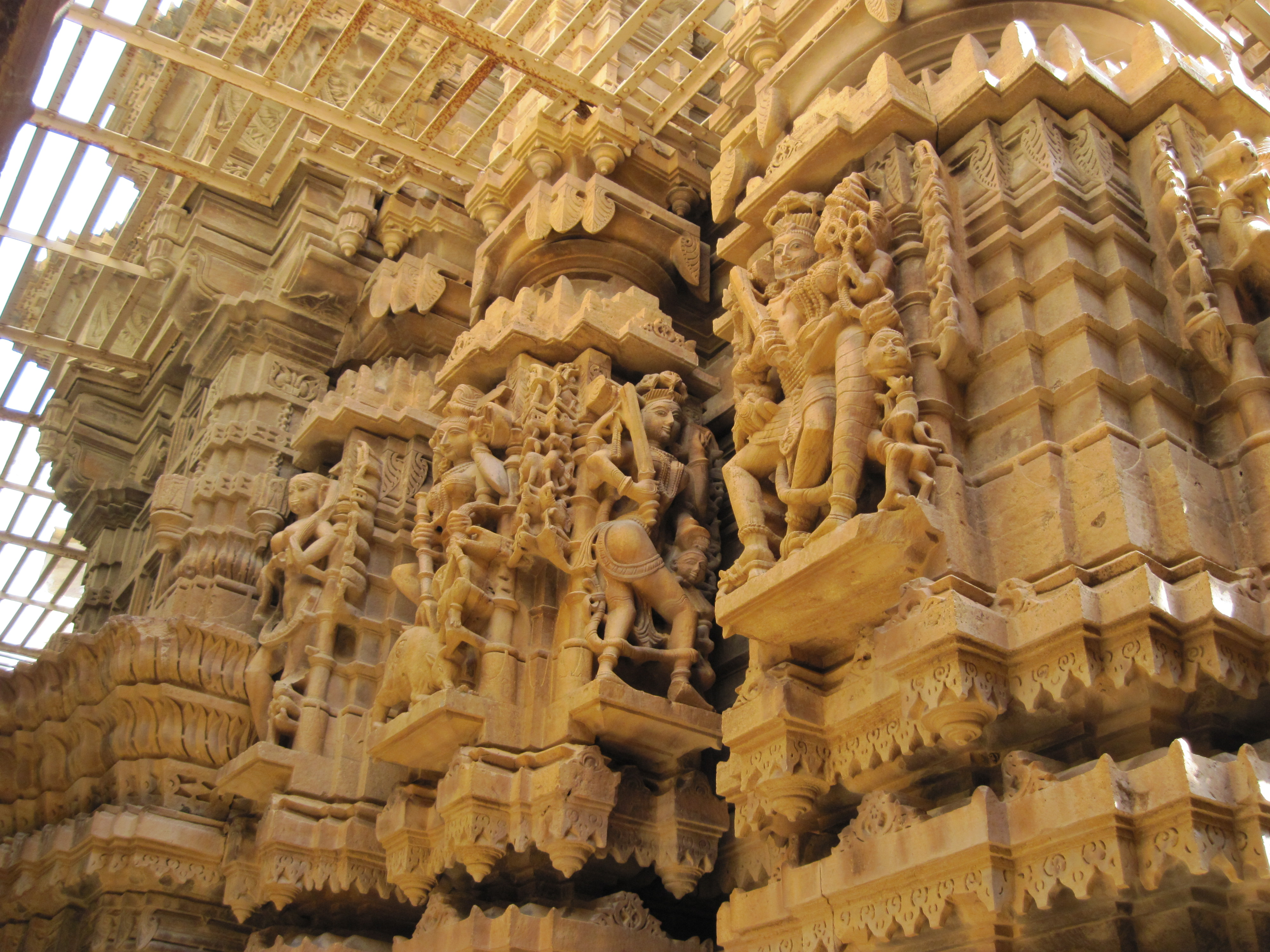
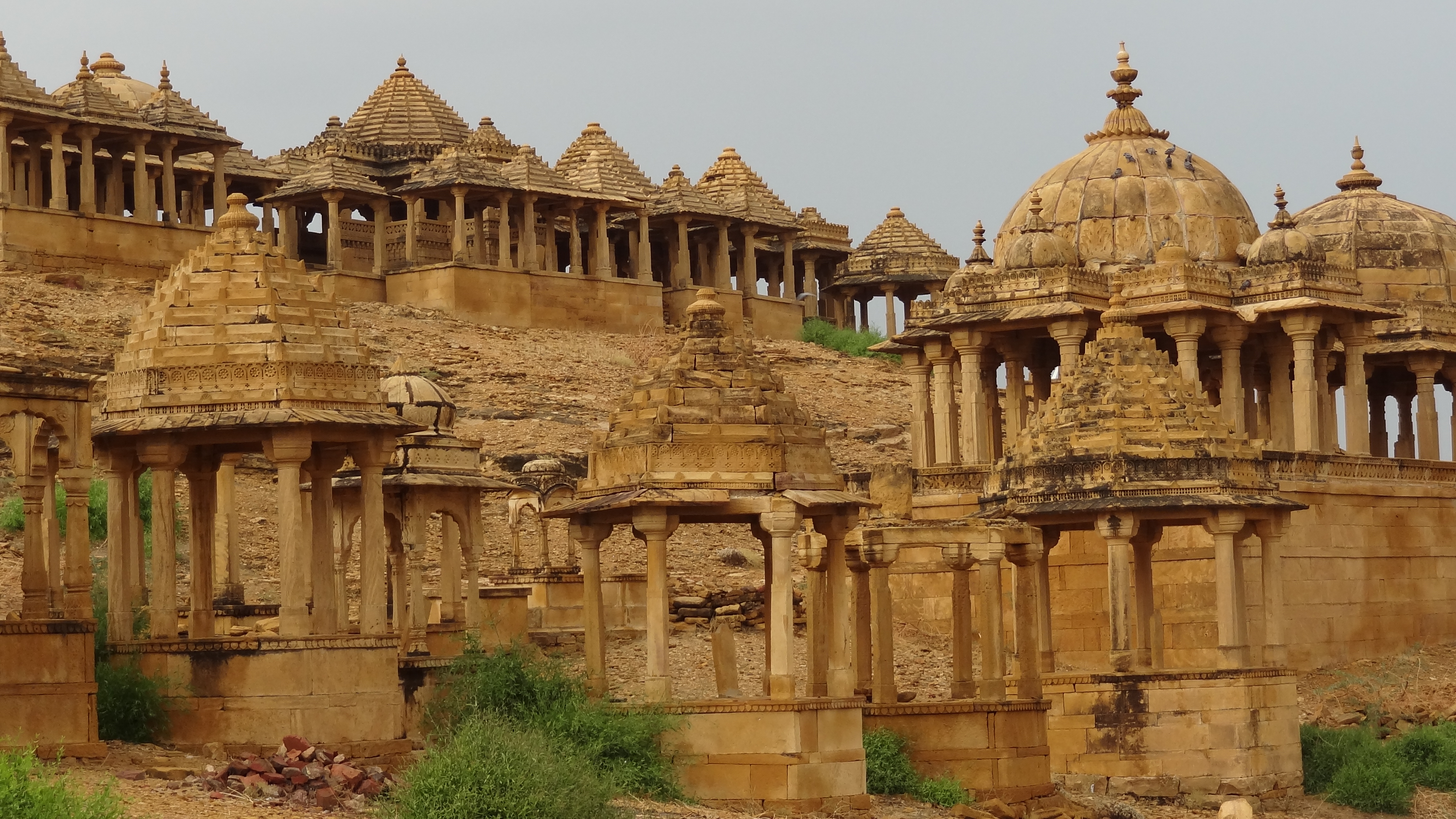
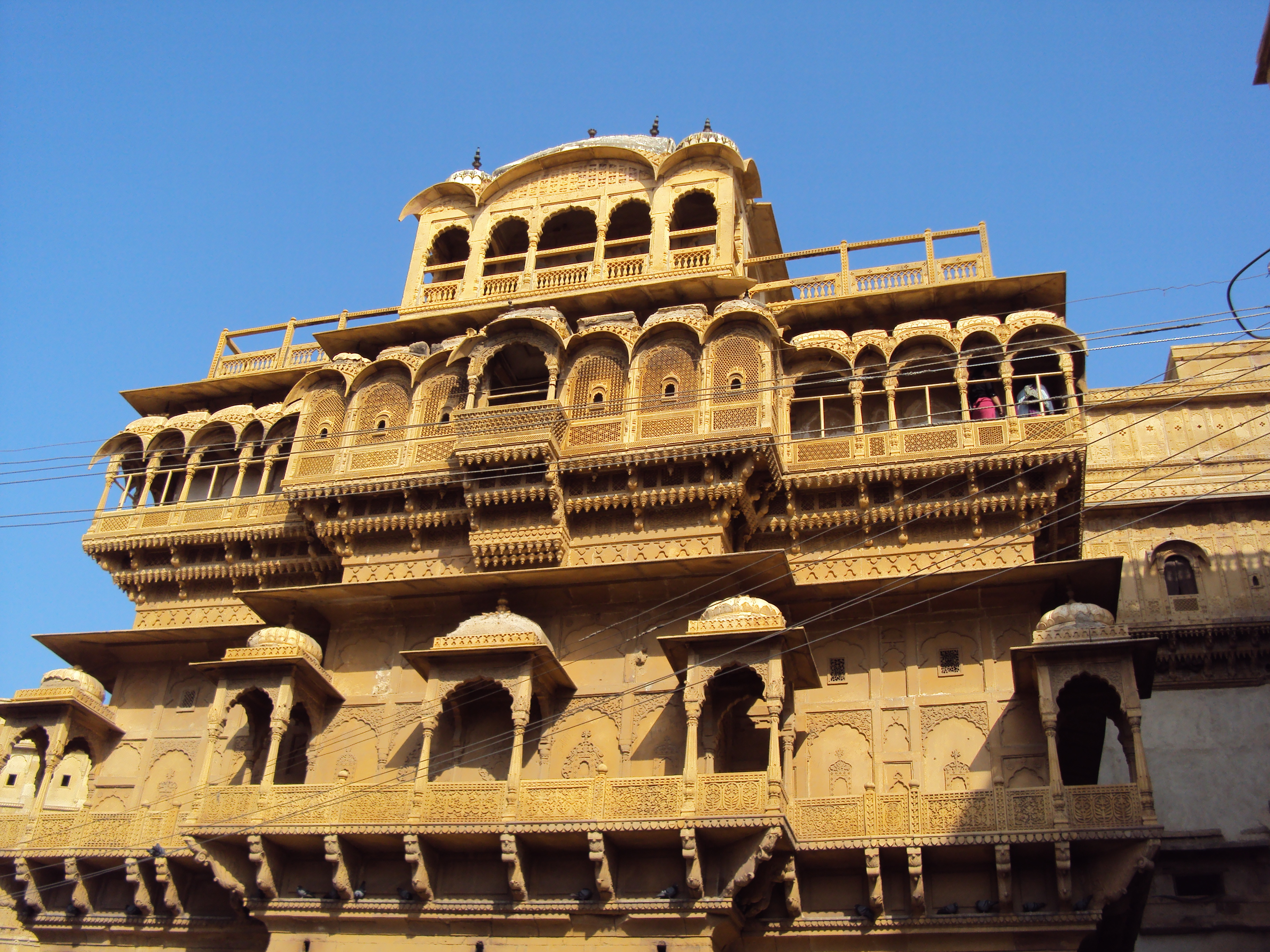
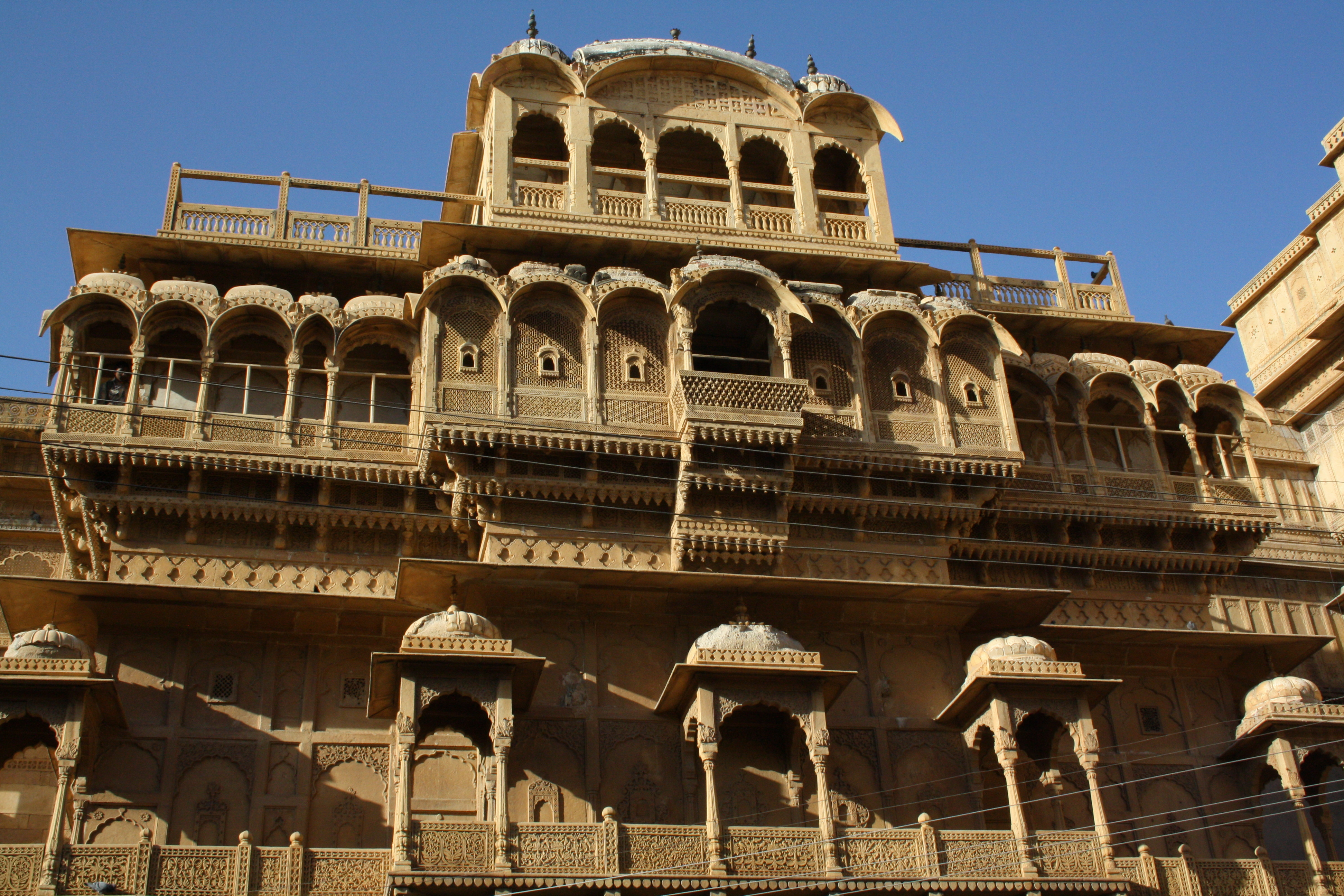

## 気候
最も快適な気候は12月から2月の平均最高気温は23度～28度までである。夜はすんだ砂漠の空気が、日中の暑さを消し去り、本当に寒くなり、摂氏7度まで気温が下がることもある。ジャイサルメールの3月から11月日中の気候は、平均最高気温は30度をこえる。とくに5～6月は40度をこえ暑くなる。
| ジャイサルメールの気候   | ジャイサルメールの気候 | ジャイサルメールの気候 | ジャイサルメールの気候 | ジャイサルメールの気候 | ジャイサルメールの気候 | ジャイサルメールの気候 | ジャイサルメールの気候 | ジャイサルメールの気候 | ジャイサルメールの気候 | ジャイサルメールの気候 | ジャイサルメールの気候 | ジャイサルメールの気候 | ジャイサルメールの気候 |
| 月                       | 1月                    | 2月                    | 3月                    | 4月                    | 5月                    | 6月                    | 7月                    | 8月                    | 9月                    | 10月                   | 11月                   | 12月                   | 年                     |
| ------------------------ | ---------------------- | ---------------------- | ---------------------- | ---------------------- | ---------------------- | ---------------------- | ---------------------- | ---------------------- | ---------------------- | ---------------------- | ---------------------- | ---------------------- | ---------------------- |
| 平均最高気温 °C （°F）   | 23.7 (74.7)            | 27.1 (80.8)            | 32.6 (90.7)            | 38.2 (100.8)           | 41.6 (106.9)           | 40.8 (105.4)           | 37.7 (99.9)            | 36.0 (96.8)            | 36.4 (97.5)            | 36.1 (97)              | 31.0 (87.8)            | 25.5 (77.9)            | 32.8 (91)              |
| 平均最低気温 °C （°F）   | 7.6 (45.7)             | 10.5 (50.9)            | 16.4 (61.5)            | 21.9 (71.4)            | 25.6 (78.1)            | 27.0 (80.6)            | 26.5 (79.7)            | 25.4 (77.7)            | 24.2 (75.6)            | 20.2 (68.4)            | 13.4 (56.1)            | 8.5 (47.3)             | 13.9 (57)              |
| 降水量 mm （inch）       | 1.5 (0.059)            | 3.0 (0.118)            | 2.7 (0.106)            | 21.0 (0.827)           | 8.9 (0.35)             | 15.1 (0.594)           | 60.1 (2.366)           | 75.8 (2.984)           | 17.6 (0.693)           | 2.4 (0.094)            | 1.5 (0.059)            | 2.4 (0.094)            | 212 (8.344)            |
| 平均降水日数 （≥0.1 mm） | 0.6                    | 0.8                    | 0.7                    | 0.8                    | 0.9                    | 1.3                    | 3.5                    | 2.8                    | 1.5                    | 0.5                    | 0.4                    | 0.6                    | 14.4                   |
| 出典：WMO                |                        |                        |                        |                        |                        |                        |                        |                        |                        |                        |                        |                        |                        |